# Mediengruppe Attenkofer
Die Mediengruppe Attenkofer (früher Zeitungsgruppe Straubinger Tagblatt / Landshuter Zeitung) ist eine Verlagsgruppe aus Niederbayern. Ihr Stammsitz ist Straubing, daneben existieren mit der Jos. Thomann’sche Buchdruckerei Verlag der Landshuter Zeitung sowie der Abendzeitung München Verlags-GmbH zwei weitere Verlagshäuser in Landshut und München. Ihr Herausgeber und Verleger ist seit 1995 Martin Balle. Die Zeitung erreichte Ende 2021 mit ihren Lokalausgaben eine verkaufte Auflage von 101.525 Exemplaren, ein Minus von 24,3 Prozent seit 1998.

## Geschichte

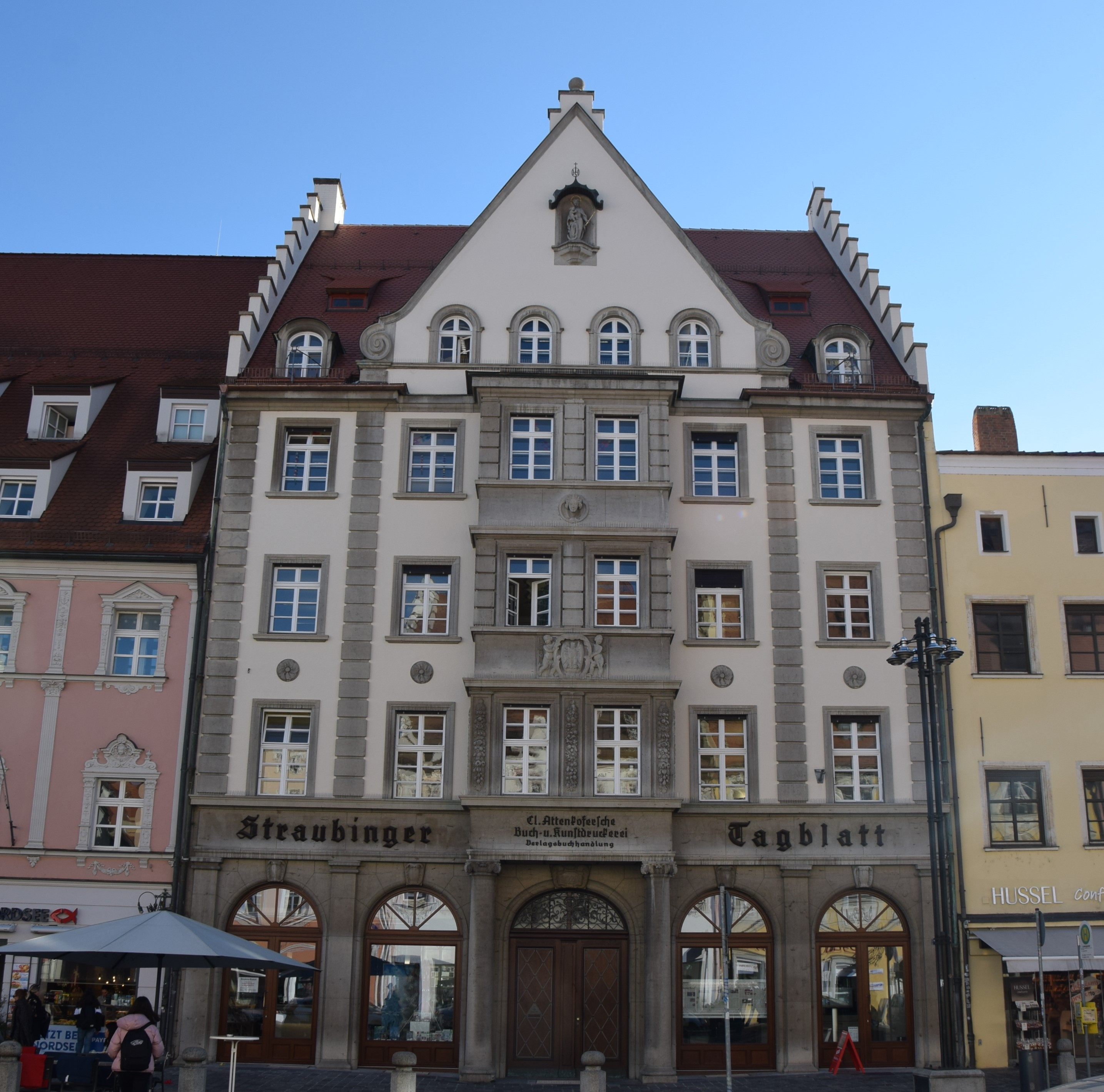
Straubinger Tagblatt – Am Ludwigsplatz in Straubing

Am 1. Oktober 1860 erschien die erste Ausgabe des Straubinger Tagblatts, herausgegeben von Cl. Attenkofer. Zur Jahrhundertwende konnten mit der Vilstaler Zeitung und ab 21. Oktober 1930 mit der Wörther Heimatzeitung Donau-Post, die von Josef Schützinger gegründet wurde, die ersten Regionalausgaben gedruckt werden. Nach dem Tod Attenkofers übernahm Georg Huber sen. die Leitung der Zeitung und übergab die Geschäfte 1935 an seinen gleichnamigen Sohn Georg. Nach dem Zweiten Weltkrieg verlor der Verlag die Lizenz und konnte erst im Sommer 1949 wieder eine Zeitung herausbringen. Im Jahr 1951 erwarb Georg Huber jun. den Verlag der Landshuter Zeitung. Hermann Balle übernahm 1983 die Zeitungsgruppe. 1995 übernahm sein Sohn Martin Balle die Leitung des Verlages, der die Geschäfte bis heute führt.
Am 17. Juni 2014 wurde bekanntgegeben, dass die Verlagsgruppe zum 1. Juli 2014 die insolvente Münchner Abendzeitung (AZ) mehrheitlich übernimmt.
Im Dezember 2021 wurde der Verlag „Straubinger Tagblatt“ / „Landshuter Zeitung“ in „Mediengruppe Attenkofer“ umbenannt und damit eine gemeinsame Dachmarke aller Publikationen eingeführt. Die Umbenennung wurde Anfang 2024 auch bei den Veröffentlichungen nach außen sichtbar gemacht.

## Auflage
Die Mediengruppe hat wie die meisten deutschen Tageszeitungen in den vergangenen Jahren an Auflage eingebüßt. Die verkaufte Auflage ist in den vergangenen 10 Jahren um durchschnittlich 1,5 % pro Jahr gesunken. Im vergangenen Jahr hat sie um 2,5 % abgenommen. Sie beträgt gegenwärtig 101.525 Exemplare. Der Anteil der Abonnements an der verkauften Auflage liegt bei 92,7 Prozent.
| 1998   | 1999   | 2000   | 2001   | 2002   | 2003   | 2004   | 2005   | 2006   | 2007   | 2008   | 2009   | 2010   | 2011   | 2012   | 2013   | 2014   | 2015   | 2016   | 2017   | 2018   | 2019   | 2020   | 2021   | 2022   | 2023   | 2024   |
| ------ | ------ | ------ | ------ | ------ | ------ | ------ | ------ | ------ | ------ | ------ | ------ | ------ | ------ | ------ | ------ | ------ | ------ | ------ | ------ | ------ | ------ | ------ | ------ | ------ | ------ | ------ |
| 134113 | 134395 | 134142 | 134064 | 133092 | 132383 | 131694 | 131206 | 129537 | 128889 | 128431 | 127468 | 125692 | 124745 | 123431 | 122113 | 120850 | 118964 | 117511 | 115941 | 114066 | 112614 | 112228 | 111473 | 108516 | 106118 | 103434 |

## Tageszeitungen
Die Mediengruppe gibt im Raum Ostbayern folgende Zeitungen als Lokalausgabe im Berliner Format heraus (Verbreitungsgebiet in Klammern):
- Straubinger Tagblatt (Altlandkreis Straubing inkl. Stadt Straubing)
- Landshuter Zeitung (Altlandkreis Landshut inkl. Stadt Landshut)

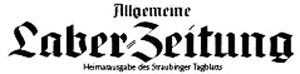
Der Zeitungskopf

- Allgemeine Laber-Zeitung (Altlandkreis Mallersdorf, Landkreis Kelheim; benannt nach der großen und kleinen Laber)
- Bogener Zeitung (Altlandkreis Bogen)
- Chamer Zeitung (Landkreis Cham)
- Dingolfinger Anzeiger (Altlandkreis Dingolfing (heute Landkreis Dingolfing-Landau))
- Donau-Anzeiger (Nördlicher Landkreis Deggendorf ohne Teile des ehemaligen Landkreis Vilshofen)
- Donau-Post (Östlicher Landkreis Regensburg um Wörth an der Donau)
- Hallertauer Zeitung (Altlandkreis Mainburg)
- Kötztinger Zeitung (Altlandkreis Kötzting)
- Landauer Zeitung (Altlandkreis Landau (heute Landkreis Dingolfing-Landau))
- Moosburger Zeitung (Östlicher Landkreis Freising um Moosburg an der Isar)
- Plattlinger Anzeiger (Südlicher Landkreis Deggendorf)
- Regensburger Zeitung  (Stadt Regensburg und Landkreis Regensburg)[7]
- Rottenburger Anzeiger (Altlandkreis Rottenburg heute Landkreis Landshut)
- Viechtacher Anzeiger (Altlandkreis Viechtach heute Landkreis Regen)
- Vilsbiburger Zeitung (Altlandkreis Vilsbiburg heute Landkreis Landshut)

Im Großteil ihres Erscheinungsgebietes ist sie einzige Lokalzeitung. Im nördlichen Verbreitungsgebiet ist sie jedoch im Wettbewerb zur Mittelbayerischen Zeitung, im Osten zur Passauer Neuen Presse und im südlichen und westlichen Teil von Regionalausgaben des Münchner Merkurs.

## Anzeigenblätter
Zudem erscheint wöchentlich das kostenlose Anzeigenblatt aktuell mit einer Auflage von 316.937 Exemplaren (Stand 2/2015) und folgenden Ausgaben:
- Chamland aktuell
- Gäuboden aktuell
- Deggendorf aktuell
- Isar aktuell
- Viechtach aktuell
- Landshut aktuell

## Radiosender
Die Radio AWN Hörfunk GmbH ist ein 100-prozentiges Tochterunternehmen der Mediengruppe. Sie ist zu je 50 % an Radio Trausnitz und Radio Galaxy Landshut und zu 55 % an Radio AWN Straubing beteiligt.
- Radio AWN
- Radio Trausnitz
- Radio Galaxy Landshut

## TV-Sender
Die Niederbayern TV Programm- und Werbegesellschaft ist ein 100-prozentiges Tochterunternehmen der Mediengruppe Attenkofer.
Beteiligungen der Niederbayern TV Programm- und Werbe GmbH:
- Niederbayern TV Deggendorf-Straubing GmbH & Co. KG: 35 Prozent[8]
- Niederbayern TV Landshut GmbH: 35 Prozent[9]
- Niederbayern TV Passau GmbH: 35 Prozent[10]
- TVA Ostbayern Fernsehprogrammgesellschaft mbH & Co. Regensburg 12,78 Prozent – die Mediengruppe hält durch die AWN Regional TV GmbH weitere 12,78 Prozent

## Zeitschriften
Seit November 2019 erscheint zudem ein Printmagazin unter der Regie der drei TV-Sender Niederbayern TV Passau, Niederbayern TV Straubing-Deggendorf und Niederbayern TV Landshut. Es trug zunächst den Titel Passau Magazin, wird aber aktuell unter dem Titel Niederbayern TV Magazin verlegt. Außerdem gehören zur Mediengruppe weitere Zeitschriften und Magazine, wie zum Beispiel das Espresso Magazin und Bayerns Bestes.

## Internetauftritt
Gemeinsamer Internetauftritt des Verlags ist das Internetportal IDOWA. Der Name steht für das gesamte Verbreitungsgebiet der Zeitungsgruppe und beinhaltet deren geographische Kennzeichen: Isar, Donau, Wald. Im Jahr 2021 wurde die Berichterstattung der Idowa-Onlineredaktion auf den Raum Passau ausgeweitet.
Zudem gehört der Internetauftritt der Abendzeitung München www.abendzeitung-muenchen.de zum Unternehmen.

## Weitere Angebote des Verlags
Ein weiteres Angebot des Verlags ist der Dienstleister für Online und Print idowaPro und aplido.de. Das Leistungsspektrum umfasst den Vertrieb von Onlineprodukten, Crossmedia und Themenportale sowie Agenturleistungen und Softwareentwicklung. Weiterer Onlineservice des Verlags sind e-paper und mobile Angebote, zu denen eigene iPhone-Apps gehören.
Ein Eventservice mit Konzert- und Kulturveranstaltungen sowie ein Kartenvorverkauf runden das Angebot ab.

## Postdienstleister
Seit geraumer Zeit gehört zum Verlag die IDoPost, ein Postdienstleister der Mediengruppe Straubinger Tagblatt/Landshuter Zeitung, der vor allem Geschäftspost zustellt. Die Mediengruppe hatte davor schon mal einen Postzusteller gegründet, namens Idomail, welcher letzten Endes mehrheitlich an das Zustellunternehmen TNT verkauft wurde.

## Medienpartner
Die RIKA Verlags GmbH & Co. KG ist Medienpartner der Verlagsgruppe.